# 小行星7410
小行星7410（7410 Kawazoe）是一颗围绕太阳公转的小行星。1990年8月20日，關勉在藝西天文台发现了此天体。
該小行星以日本天文學家川添晃命名。
这颗小行星的绝对星等为53.37312947135715等。